# Fan Hongbin
Fan Hongbin född den 15 maj 1975, är en kinesisk gymnast.
Han tog OS-silver i lagmångkampen i samband med de olympiska gymnastiktävlingarna 1996 i Atlanta.